# Езагаш
Езагаш — река в Балахтинском районе Красноярского края, левый приток Енисея.
Ранее впадала непосредственно в Енисей, на 2568 км от устья. После заполнения Красноярского водохранилища стала впадать в него, с образованием в низовьях залива Езагаш. До заполнения водохранилища длина реки оценивалась в 50 км, площадь водосборного бассейна — 380 км².
На реке расположены населённые пункты: Красный Ключ и Огоньки, в Государственном водном реестре учтены 2 притока:
- Сыроватая — 32 км по левому берегу, длина 12 км[4];
- Уртень — 33 км по левому берегу, длина 18 км[5]

По-хакасски река называется Ызығас, что буквально значит «трясогузка».

## Данные водного реестра
По данным государственного водного реестра России относится к Енисейскому бассейновому округу. Код водного объекта — 17010300312116100019779.